# Râul Sinn
Râul Sinn este un râu cu lungimea de 50 km din vestul Germanei care delimitează regiunea Spessart.

## Curs
Râul își are izvorul în regiunea Rhön din landul Bavaria, la poalele muntelui Kreuzberg (927,8 m), în apropiere de localitatea Neuwildflecken. Lângă localitatea Zeitlofs, la granița landurilor Bavaria și Hessa, primește apele afluentului Schmale Sinn (Sinnul îngust), urmează linia de cale ferată Würzburg−Fulda și intersectează Autostrada 7 la Riedenberg. Se îndreaptă apoi spre sud în direcția Gemünden, unde se varsă în Fränkische Saale (Saale râul francilor).

## Localități traversate
| - Wildflecken - Oberbach - Riedenberg - Bad Brückenau - Eckarts-Rupboden - Zeitlofs - Altengronau - Jossa - Obersinn - Mittelsinn - Burgsinn - Rieneck - Schaippach - Gemünden | - Kothen - Speicherz - Grenzwaldbrücke A 7 - Oberzell - Weichersbach - Mottgers |